# Masami Kobushi ~Kayoukyokuhen~
Masami Kobushi ~Kayoukyokuhen~ é o 24º álbum de estúdio de Masami Okui. Foi lançado digitalmente em 29 de dezembro de 2023 pela Fireworks e possui 10 faixas. Em cinco de fevereiro de 2024, ganhou uma versão em CD.

## Produção
É um álbum de covers de famosas músicas pop japonesas que Okui quer "passar para a próxima geração". Como o título sugere, é uma continuação de outro projeto de álbum de covers lançado por Okui em 2003, chamado Masami Kobushi.
Foi lançado em dezembro de 2023 de forma digital, mas já havia pré-vendas para a edição física a ser lançada em fevereiro.
A versão em CD contém uma música a mais, "Yasashisa Tsutsumareta Nara". A versão em CD foi vendida apenas pelo site oficial da gravadora ou presencialmente em shows da cantora divulgando o álbum.

## Recepção
O álbum chegou à primeira posição no ranking da Apple Music na Coreia do Sul, e atingiu a mesma posição na ITunes Store da Alemanha e da Turquia.

## Faixas
| N.º | Título                                                                        | Letras                       | Música                       | Duração |  |
| 1.  | "Shoujo A" (cover de Akina Nakamori)                                          | Masao Urino                  | Hiroaki Serizawa             | 3:31    |  |
| 2.  | "Aoi Sangoshou" (cover de Seiko Matsuda)                                      | Yoshiko Miura                | Yuichiro Oda                 | 3:38    |  |
| 3.  | "Mayonaka no Door ~stay with me~" (cover de Miki Matsubara)                   | Y. Miura                     | Tetsuji Hayashi              | 4:32    |  |
| 4.  | "Kamome ga Tonda Hi" (cover de Machiko Watanabe)                              | Akira Ito                    | M. Watanabe                  | 3:17    |  |
| 5.  | "City Hunter〜Ai yo Kienaide〜" (cover de Kahoru Kohiruimaki, de City Hunter) | Keiko Aso                    | Yoshiaki Ohuchi              | 4:24    |  |
| 6.  | "Return to Myself" (cover de Mari Hamada)                                     | M. Hamada                    | Hiroyuki Otsuki              | 4:26    |  |
| 7.  | "Yasashisa Tsutsumareta Nara" (cover de Yumi Matsutoya)                       | Y. Matsutoya                 | Y. Matsutoya                 | 3:12    |  |
| 8.  | "Roppongi Shinjuu" (cover de Ann Lewis)                                       | Reiko Yukawa                 | Yukio Aizawa e Toshio Kihara | 5:13    |  |
| 9.  | "LONELY STAR" (cover de LAZY)                                                 | Ayumi Date e Hiroyuki Tanaka | H. Tanaka                    | 5:49    |  |
| 10. | "Olivia wo Kikinagara" (cover de ANRI)                                        | Amii Ozaki                   | A. Ozaki                     | 4:34    |  |
| 11. | "Kawa no Nagare no You ni" (cover de Hibari Misora)                           | Yasushi Akimoto              | Akira Mitake                 | 4:56    |  |